# Batalla de Signal Hill
La batalla de Signal Hill fue una pequeña escaramuza, la última de la guerra franco-india. Los ingleses, al mando del coronel William Amherst, forzaron a los franceses a entregar San Juan de Terranova.  además se destacaron reinos Irladeses y británicos . 

## Ocupación francesa
El 27 de junio de 1762 fuerzas francesas dirigidas por el Conde de Haussonville consiguieron que los ingleses entregaran San Juan. Durante las siguientes semanas, Haussonville consolidó la posición francesa en Terranova. Su sistema de defensa consistía en varios puestos avanzados, equipados con artillería, alrededor de Signal Hill.
El 13 de septiembre de 1762 los ingleses desembarcaron en Torbay, a pocos kilómetros al norte. Haussonville fue incapaz de evitar el desembarco, por lo que envió un destacamento para defender Signal Hill, punto estratégico para dominar los alrededores, para obstaculizar el avance británico.

## La batalla
Al amanecer del 15 de septiembre, las tropas británicas subieron la colina protegida por los franceses. La sorpresa fue completa y el enfrentamiento fue corto pero fatal. El comandante del destacamento francés, Guillaume de Bellecombe, resultó seriamente herido. Los franceses rindieron pronto el fuerte.

## Consecuencias
Tras la batalla, Signal Hill estaba en manos inglesas. Reforzados por esta ventajosa situación, los británicos obtuvieron la capitulación del fuerte de San Juan tres días después.